# イオン芯
イオン芯（イオンしん）とは、原子のうち原子核および閉殻となっている内殻電子のこと。つまり通常、イオン芯＋価電子＝原子となる。内殻電子と価電子の切り分けは場合により通常のものと異なることがある。